# Nærøysund
Nærøysund è un comune norvegese della contea di Trøndelag.